# 黄德峻
黄德峻，广东高要人，清朝政治人物。

## 生平
黄德峻曾于道光二十二年(1842年)接替赵镛任漳州府知府一职，道光二十三年(1843年)由褚登接任。